# Sardostalita patrizii
Genre
Espèce
Synonymes
- Stalita patrizii Roewer, 1956

Sardostalita patrizii, unique représentant du genre Sardostalita, est une espèce d'araignées aranéomorphes de la famille des Dysderidae.

## Distribution
Cette espèce est endémique de Sardaigne en Italie.

## Étymologie
Cette espèce est nommée en l'honneur de Saverio Patrizi (d).

## Publications originales
- Roewer, 1956 : Cavernicole Arachniden aus Sardinien II. fragmenta Entomologica, vol. 2, no 9, p. 97-104.
- Gasparo, 1999 : Ridescrizione di Stalita patrizii Roewer, 1956, specie tipo del nuovo genere Sardostalita (Araneae, Dysderidae). Bollettino del Museo Regionale di Scienze Naturali di Torino, vol. 16, no 1/2, p. 59-76.